# Montreal Hunt Club
Le Montreal Hunt Club est fondé en 1826 par des officiers de la garnison britannique en poste à Montréal. En 1867, il était associé à l'élite financière de la ville. Il s'agit du plus ancien club de chasse nord-américain encore en activité,.

## Histoire

### Les chasses à Montréal

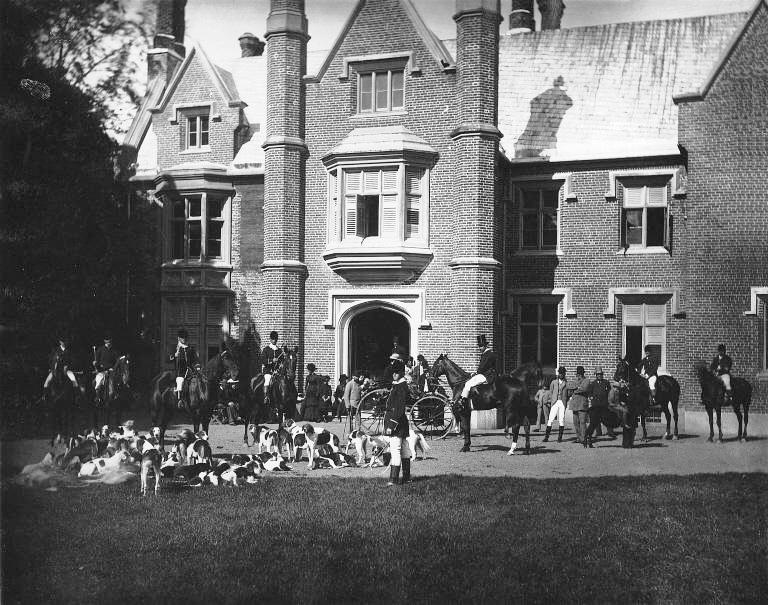
Rassemblement au Manoir Rouville-Campbell, 1882

A ses débuts, le club de chasse s’installe à l’angle de l'avenue De Lorimier et rue Larivière à Montréal. La ferme Logan (aujourd’hui le Parc La Fontaine) sert de terrain de chasse à courre. Ils utilisent également d'autres champs incluant le terrain de la villa Thornbury sur Mile End Road (aujourd’hui l'avenue du Mont-Royal) en 1859. 
A cause du développement, le club  déménage vers un nouvel emplacement sur la chemin de la Côte-Sainte-Catherine avec un bâtiment principal du club et chenil, construit vers 1898.
À la recherche d'espaces ouverts, en 1900 le club acquiert un terrain de chasse à l'extrémité est de l'île de Montréal à Pointe-aux-Trembles),.

### Mont-Saint-Hilaire
Au-delà de l'île de Montréal, le club organise des activités à la résidence de Thomas Edmund Campbell, un éminent membre.

### Le sort du pavillon à Côte-des-Neiges

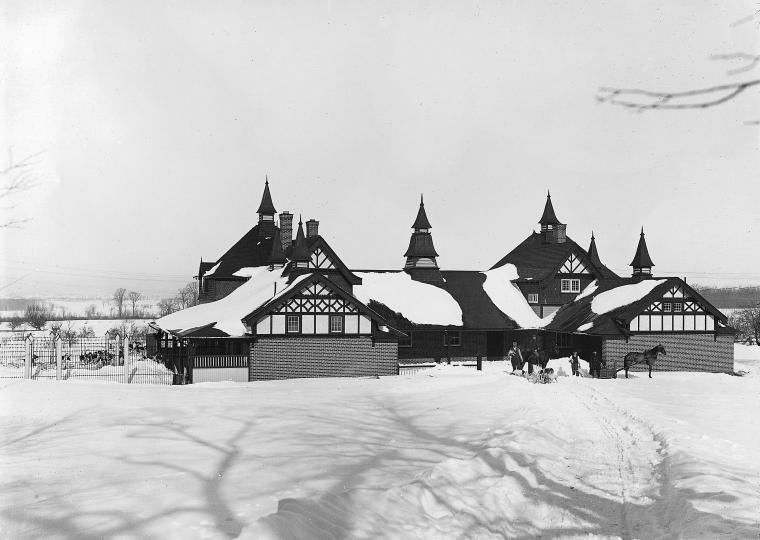
Écuries et chenil du club, chemin de la Côte-Sainte-Catherine, 1898

Au cours des années 1940, avec l'urbanisation, le club déménage de nouveau et ses propriétaires est vendu à la famille Joseph Barsalou, puis aux Jésuites. Le club house reste presque vide jusqu’au rachat par l'hôpital Sainte-Justine. 
Pourtant plusieurs projets sont proposés, mais en vain. On croyait qu’il allait devenir le manoir Ronald McDonald (en) mais un projet de revitalisation du bâtiment pour lequel des études ont été présentées par des étudiants de l’Université de Montréal avec le support de la Société d’histoire de la Côte-des-Neiges est rejeté. 
Le temps et la négligence ont rendu le bâtiment non sécuritaire. Un inspecteur a dû finalement recommander la destruction d’une partie de l’édifice pour qu’il évite d’endommager le nouveau manoir Ronald MacDonald qui lui était adjacent. Cette opération a fragilisé le reste de sa structure. Après être resté à l’abandon pendant plus de 25 ans, le bâtiment principal du Hunt Club, construit vers 1898, a été complètement démoli en 2000.